# Roblog
Roblog – neologizm oznaczający bloga prowadzonego przez robota bez ludzkiej interwencji.
Roblogi stały się możliwe wraz z rozwojem sieci bezprzewodowych i pojawieniu się nowej generacji robotów potrafiących publikować zdjęcia oraz tekst automatycznie w internecie. Pierwsze takie blogi pojawiły się pod koniec 2005 i były pisane przez psy-roboty AIBO, wyprodukowane przez firmę Sony.
Roboty AIBO od modelu ERS-7 wzwyż i z wgranym specjalnym oprogramowaniem zwanym Mind (od ang. umysł) w wersji 2 lub 3 codziennie publikują jedno zdjęcie pobrane podczas dnia wraz z komentarzem, który zawiera informacje, np. o tym co dzisiaj robot robił lub losowy komentarz dotyczący danego miesiąca czy aktualnego święta. Robot może również komentować, np. że jego pan był danego dnia głośny, lub że nauczył się czegoś nowego. Do publikowanych zdjęć AIBO może również dodawać małe grafiki, takie jak wykrzykniki, balony czy serca. Komentarze są krótkie i mało skomplikowane.